# Bdelyrus iauaretensis
Bdelyrus iauaretensis är en skalbaggsart som beskrevs av Cook 1998. Bdelyrus iauaretensis ingår i släktet Bdelyrus och familjen bladhorningar. Inga underarter finns listade.